# Colonești (Olt)
Pour l’article homonyme, voir Colonești (Bacău).
Colonești est une commune du județ d'Olt en Roumanie.